# Azor (revista)
Azor fue una revista literaria española editada en Barcelona, en una primera etapa entre 1932 y 1934 y, posteriormente, ya durante la dictadura franquista, entre 1942 y 1944 y una última época entre 1961 y 1973.

## Historia
La revista nació en Barcelona en 1932 bajo la dirección del escritor y poeta Luys Santa Marina. Azor, que se configuró como un semanario, contó con la colaboración de diversos autores, como Francisco Maldonado de Guevara, Max Aub, José María Fontana, Juan Ramón Masoliver, Guillermo Díaz-Plaja o José Jurado Morales. La publicación sirvió además como vehículo transmisor de la ideología falangista. Dejó de editarse en 1934, tras haber publicado diecisiete números.
Luys Santa Marina resucitaría la revista Azor tras la Guerra civil. Apareció en dos nuevas épocas: 1942-1944 y 1961-1973.